# Zagyva

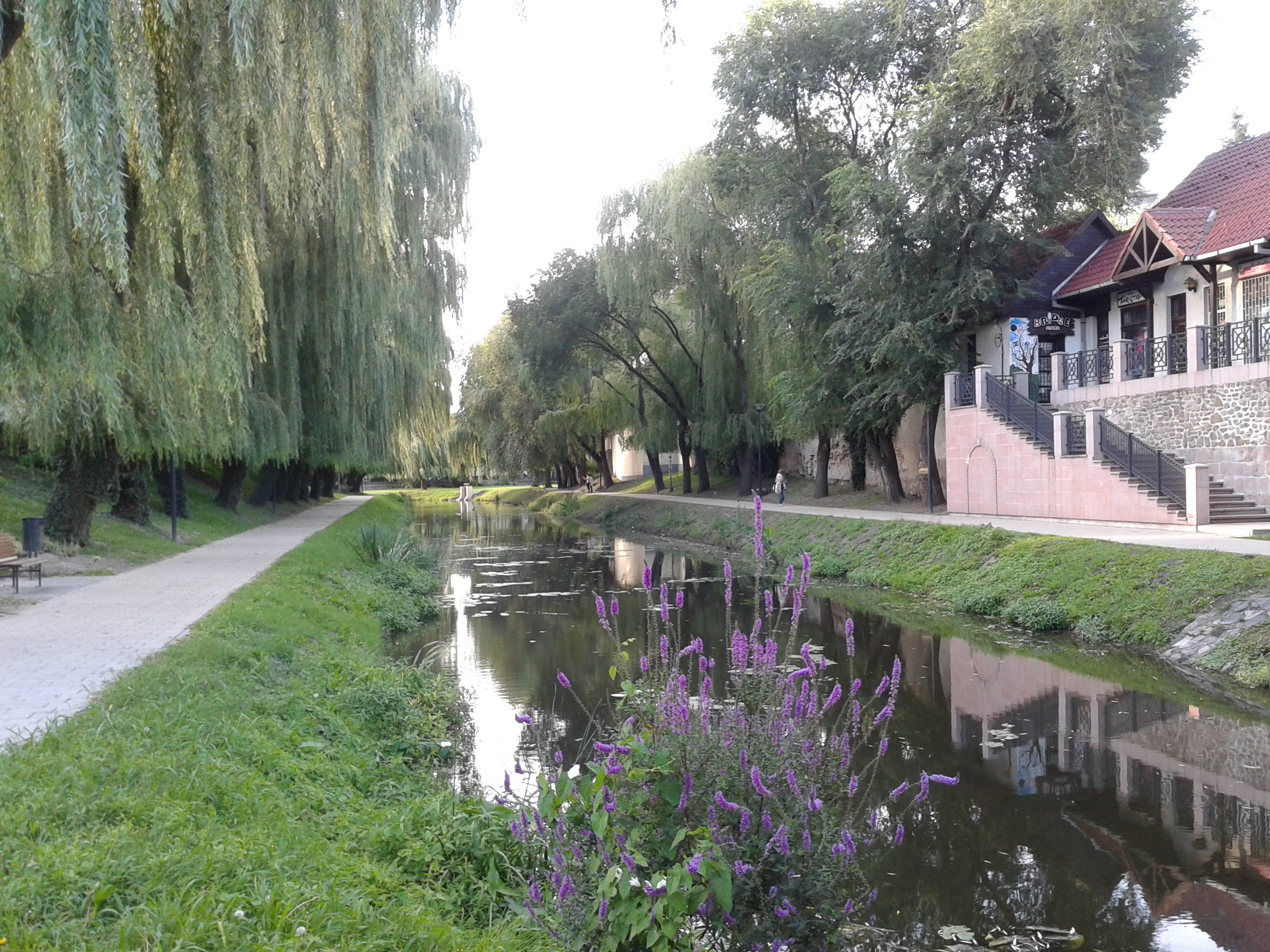
Řeka ve městě Jászberény.

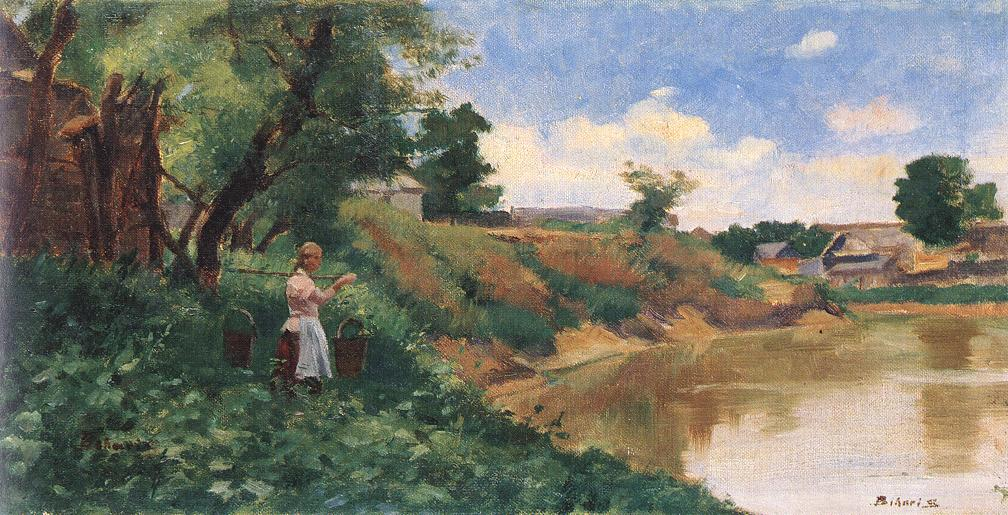
Obraz Sándora Biháriho "Na březích řeky Zagyvy".

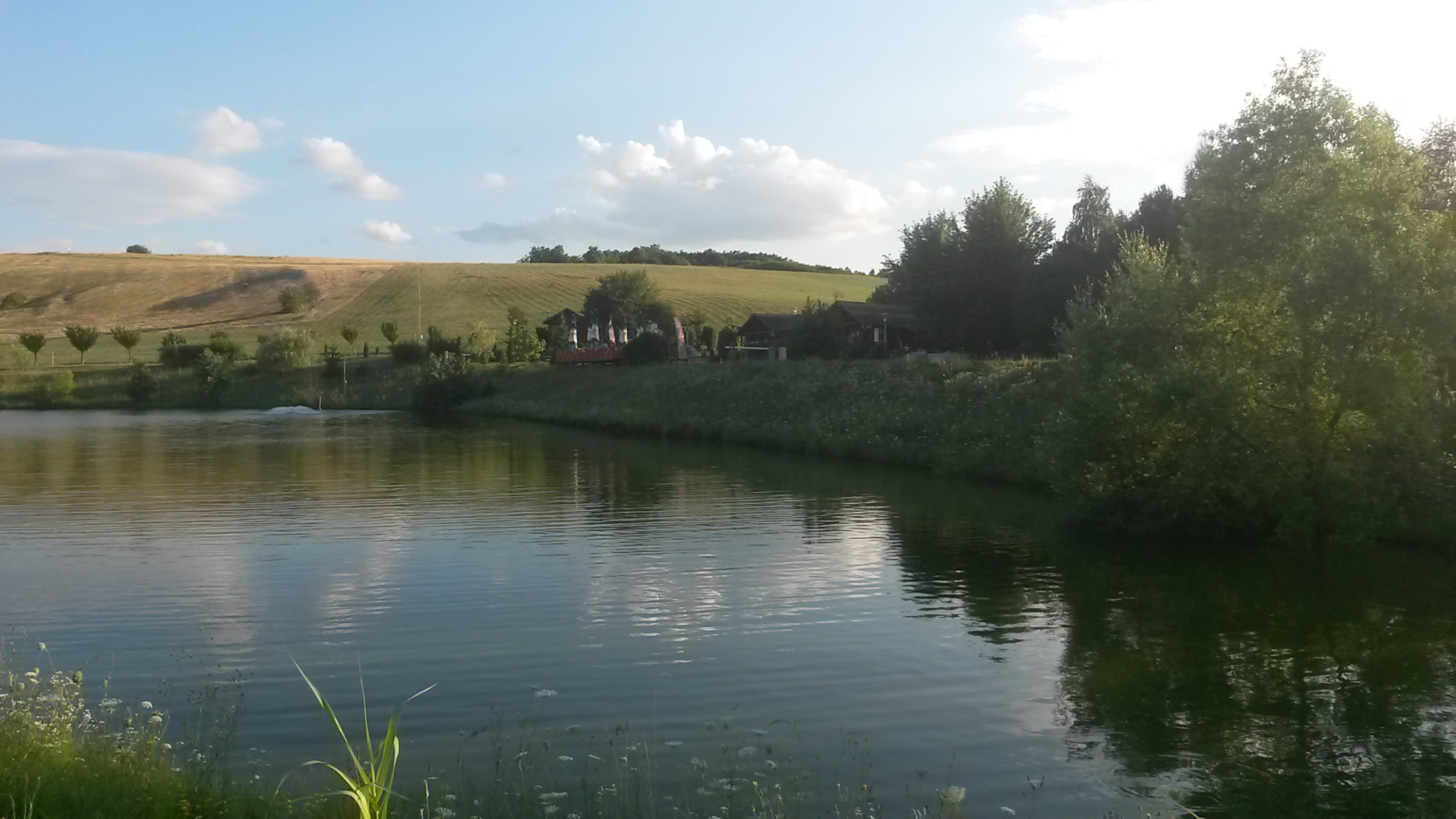
Vodní nádrž Maconka.

Zagyva [zaďva] (slovensky Sadzava[zdroj?]) je řeka v severním a středním Maďarsku, přítok Tisy. Délka toku je 179 kilometrů. Plocha povodí zabírá rozlohu 5 677 km². Je nejdelší řekou, tkterá pramení a končí svůj tok na území současného Maďarska.

## Název
Jméno řeky je příbuzné s českou řekou Sázava, původ jména je tedy pravděpodobně keltský.

## Průběh toku
Řeka Zagyva pramení u obce Mátraszelé v župě Nógrád. Odtud směřuje přes vesnici Rákóczibánya do města Bátonyterenye, kde se do ní vlévá potok Tarján-patak. Dále teče na jih širokým údolím přes vesnici Mátraverebély až k vesnici Szurdokpüspöki, kde dále její tok pokračuje v regulovaném korytu a obrací se směrem na jih. Několik obcí nese název podle řeky (např. Zagyvaszantó). 
Severo-jižním směrem protéká i městem Hatvan, kde od sebe odděluje dvě jeho významnější části. Jižně od uvedeného sídla se nachází řada pískoven v bezprostřední blízkosti toku. U obce Jászfényszaru opouští řeka regulované koryto a stáčí se mírně na jihovýchod. Její koryto je zde velmi otevřené a široké a vyskytují se zde různé lužní lesy. Těsně před městem Jászberény se obrací na východ; jedno její rameno protéká samotným středem města, většina jejího toku je ale vyvedena severně od něj. Poté se řeka vrací k svému jihovýchodnímu směru a ve volně meadrujícím korytu teče až do Szolnoku, kde se vlévá u bývalého hradu do Tisy. 

## Osídlení
Okolo řeky žije celkem 35 700 lidí v 12 obcích v župě Nógrád (Novohrad), dalších 37 200 v 6 obcích na území župy Heves a dalších 135 100 v dvanácti obcích na území župy Jász-Nagykun-Szolnok. Celkem tak okolo Zagyvy bydlí okolo dvou set tisíc lidí. Jednotlivé obce jsou následující: Salgóbánya, Zagyvaróna, Mátraszele, Mátraterenye, Nemti, Dorogháza, Bátonyterenye, Mátraverebély, Tar, Pásztó, Szurdokpüspöki, Jobbágyi, Apc, Zagyvaszántó, Petőfibánya, Lőrinci, Hatvan, Boldog, Jászfényszaru, Jászfelsőszentgyörgy, Jászberény, Jászjákóhalma, Jásztelek, Alattyán, Jánoshida, Jászalsószentgyörgy, Szászberek, Újszász, Zagyvarékas a Szolnok, kde řeka ústí do Tisy. 

## Historie
Na zákaladě údajů z 18. století lze zjistit, že na řece Zagyvě stálo celkem 11 vodních mlýnů (konkrétně na dolním toku, mezi Hatvanem a Szolnokem). 
Ještě v polovině 19. století byl tok řeky Zagyvy nezpoutaný. V nížinných částech (např. u města Lőrinci) zabírala široké plochy, kde protékala obecně podmáčenou krajinou. V Hatvanu protékala blíže středu města a tvořila početné ostrovy. Jižně od Hatvanu se poté dále rozlévala do široké krajiny (Só mocsár) až po obec Jászfényszaru. Procházela obcí Jászberény (přímo jejím středem). Poté široce meandrovala tak jako dnes, ale nevytvářela zde rozsáhlé podmáčené plochy. Její meandry do značné míry tvořily podobu řady sídel, které říčku obklopovaly. Regulace se uskutečnila v druhé polovině 19. století, neboť již na mapách třetího vojenského mapování má řeka víceméně současnou podobu. Během regulace vniklo několik jezer, nejznámější z nich je Holt-Zagyva u vesnice Besenyszög.
Díky zkrocení řeky bylo možné vodu nově využívat pro zavlažování polí, ale také pro potřeby průmyslu. Průmyslové využití vody však znamenalo také riziko jejího znečištění, a to především na horním toku, kde se nachází např. průmyslové město Salgótarján. Škodliviny byly vypouštěny do řeky ale i v Hatvanu, kde se nacházel rozsáhlý cukrovar nebo v Jaszberény. Ve snaze snížit zatížení řeky a úhyn ryb vypouštěly závody nádrže se škodlivinami během vysokého průtoku vody.
Regulace řeky také umožnila výstavbu protipovodňových valů, mnohé z nich byly dále rozšiřovány a rozvíjeny i v 21. století. Při povodnch se nicméně obnovují původní záplavové plochy okolo řeky. V roce 2022 zasáhlo řeku sucho a rekordně nízký průtok, během kterého bylo zakázáno odebírat vodu z řeky.

## Vodní řežim
Průměrný průtok řeky Zagyvy v obci Zagyvarékas dosahuje 9,5 m³/s při normálním stavu vody a 254 m³/s při povodni. Průtok vody je určován většinou množstvím srážek v pohoří Mátra a jarním táním. Během roku se výška hladiny řeky velmi nápadně mění. Například v roce 2022, kdy Maďarsko postihla sucha, se nacházela hladina vody v obci Jásztel, kudy Zagyva protéká, na úrovni 87 cm, zatímco průtok se snížil na pouhých 1,5 m³/s. Naopak v lednu 2023, kdy bylo srážek a tání sněhu více, dosáhl průtok 500 m³/s.
Regulovaný tok řeky umožňuje také napouštět řadu rybníků, které se nacházejí nedaleko toku řeky.

## Přítoky
Mezi přítoky řeky Zagyvy patří: Tarján-patak, Kis-Zagyva (Malá Zagyva), Szuha-patak, Bér-patak, Galga a Kövecses-patak. Vlévjí se do ní také řeky Tarna (Trnava) a Gyöngyös, dále potom Tápió. Největším přítokem je řeka Tarna.

## Fauna a flóra
Zagyva je oblíbeným místem rybářů. Hlavními druhy ryb, které se zde vyskytují, jsou štika obecná (Esox lucius), kapr obecný (Cyprinus carpio), jelec tloušť (Leuciscus cephalus), jelec jesen (Leuciscus idus), sumec velký (Silurus glanis), candát obecný (Sander lucioperca) a lín obecný (Tinca tinca).

## Ochrana přírody
Během své trasy prochází řeka několik oblastí, které jsou chráněny podle zákona. Mezi ty patří např. chráněná oblast Karancs–Medves o rozloze 6619 ha, dále potom chráněná oblast okolo Mátry (11841 ha), chráněná oblast Kelet-Cserhát (7425 ha), Hajta-mocsár u města Jászberény o rozloze 353 ha a další, které jsou většinou co do rozlohy velmi malé. Předpokládá se vyhlášení několika dalších oblastí jako chráněných, které by mohly zahrnovat louky Borsóhalmi (615,3 ha) apod. Od roku 2013 je chráněna rovněž i lokalita, kde řeka Zagyva pramení.

## Doprava
V horním toku je údolí řeky využíváno pro některé dopravní tahy. Vedena je tudy například železniční trať č. 81 z Hatvanu do Somoskőújfalu Její trasu kopíruje silnice celostátního významu č. 21. Stejně tak od Hatvanu dále na jih jsou podél řeky vedeny tratě a silniční komunikace, nicméně ne v blízkosti toku.
Okolo řeky se nacházejí polní cesty, v některých případech jsou turisticky značené, v jiných případech nikoliv. Okolo Szolnoku se nachází potom ještě zpevněné cesty podél řeky, mnohé jsou značené jako cyklotrasy. 